# Фёдоров, Владимир Павлович
Владимир Павлович Фёдоров (15 июня 1915, село Котовка, Орловская губерния (ныне Почепский район Брянской области) — 28 мая 1943, Бронницы, Московская область) — лётчик-испытатель при лётно-испытательной станции авиаконструктора А. Я. Щербакова.

## Биография
Родился в крестьянской семье 15 июня 1915 года в селе Котовка. С 1923 года проживал в деревне Вельжичи (ныне Мглинского района Брянской области). С 1930 года жил в Москве, где первоначально работал учеником слесаря на протезном заводе. В 1932 году окончил школу ФЗУ, после чего продолжал работать на том же заводе слесарем-конструктором.
В 1933 году окончил Центральную лётную школу Осоавиахима в Тушино и Высшую лётно-планёрную школу в Коктебеле.
В 1933—1937 годах — лётчик-инструктор и командир звена Московской планёрной станции, проводил испытания планёра АЛ-2 (1936 год), принимал участие в испытаниях системы буксировки планёров конструкции А. Я. Щербакова (1937 год). 30 июня 1937 года на планёре Г-9 достиг с помощью самолёта-буксировщика рекордной высоты — 12 105 метров.
В 1937—1939 годах — лётчик-испытатель московского авиазавода № 1 (г. Москва); испытывал серийные самолёты P-Z, ДИ-6, И-15 бис, И-153.
В 1939—1941 годах — лётчик-испытатель подмосковного авиазавода № 289 в Подлипках, где испытывал высотные планёры и самолёты, а также различное оборудование кабин для высотных полётов.
К началу 1940 года Реактивный научно-исследовательский институт (РНИИ) закончил наземные испытания ракетного планёра РП-318 конструкции С. П. Королёва и подыскивал лётно-испытательную базу и опытного лётчика для лётных испытаний — это был первый советский пилотируемый ракетный планёр с жидкостным ракетным двигателем (ЖРД).
За помощью обратились к авиаконструктору А. Я. Щербакову, тот отозвался на просьбу и предложил, чтобы лётные испытания ракетоплана провёл один из лучших лётчиков его предприятия — В. Фёдоров. Испытателя предупредили, что полёт может оказаться небезопасным. Однако Фёдоров, сознавая степень риска, без колебаний согласился провести испытания.
Наземные испытания двигательной установки ракетоплана, которому был присвоен индекс РП-318-1, проводились в течение февраля-октября 1939 года. Ввиду давности изготовления планёра СК-9 (Сергей Королёв-9), его подвергли тщательному осмотру и предъявили экспертизе Центральному аэрогидродинамическому институту (ЦАГИ). Лётные испытания решено было проводить на подмосковном аэродроме КБ-29 вблизи станции Подлипки. В конце ноября 1939 года ракетоплан установили на окраине аэродрома. Ведущий по испытаниям А. В. Палло с механиками Л. А. Иконниковым и А. И. Волковым оборудовали невдалеке в свободном контейнере из-под самолёта походную мастерскую. После цикла наземной отработки, в присутствии специально созданной комиссии Наркомавиапрома и Наркомата боеприпасов, в январе 1940 года провели контрольные огневые испытания двигательной установки. Рассмотрев все материалы, комиссия дала разрешение на лётные испытания с включением жидкостного ракетного двигателя (ЖРД), что было оформлено специальным актом.
Первый полёт наметили на 28 февраля 1940 года. Самолёт-буксировщик П-5 пилотировал лётчик Н. Д. Фиксон. Кроме него, в самолёте находились А. Я. Щербаков — для работы на лебёдке буксировочного троса, и А. В. Палло — в качестве наблюдателя за полётом ракетоплана. Взлёт РП-318 за самолётом П-5 состоялся в 17 часов 28 минут. Поднявшись на высоту 2 600 метров, лётчик отцепил буксировочный трос и произвёл запуск ЖРД. Ракетоплан увеличил скорость и стал набирать высоту. Вскоре он благополучно приземлился на аэродроме.
С июня 1941 — В. Фёдоров на лётно-испытательной работе в Лётно-исследовательском институте имени М. М. Громова (ЛИИ). В июле-августе 1941 года принимал участие в боевых действиях Великой Отечественной войны — являлся лётчиком 2-й отдельной истребительной авиаэскадрильи ПВО Москвы.
После этого вернулся к испытательной службе. Выполнил первый полёт и провёл испытания планёров БДП (16 сентября 1941 года), К-Г (28 января 1942 года) и самолёта Ще-2 (февраль 1943 года). Принимал участие в испытаниях Су-1 и Су-3, планёров А-7 и Г-11, а также в испытаниях Як-7 с гермокабиной (1943 год).
Погиб 28 мая 1943 года при проведении контрольных испытаний серийного Ил-4 в районе подмосковного города Бронницы. Похоронен в Москве, на Новодевичьем кладбище.
Полёты, совершённые им на ракетоплане Королёва, вошли в историю советской авиации. Это были первые в СССР полёты человека на аппарате с реактивным двигателем — пока ещё в пределах атмосферы. Эти первые полёты ракетоплана стали предвестниками развития в нашей стране нового вида техники — реактивной авиации.

## Награды
Награждён Орденом Красного Знамени.